# Saison 2006 de la WTA
Vainqueurs des tournois majeurs
Résultats des tournois de tennis organisés par la Women's Tennis Association (WTA) en 2006.

## Organisation de la saison
Indépendamment des 4 tournois du Grand Chelem (organisés par l'ITF), la saison 2006 de la WTA se compose des tournois suivants :
- les tournois Tier I (10),
- les tournois Tier II (15),
- les tournois Tier III, Tier IV, Tier V (31)
- Les Masters de fin de saison

La saison 2006 compte donc 61 tournois.
À ce calendrier s'ajoute aussi l'épreuve par équipes nationales : la Fed Cup.

## La saison 2006 en résumé
La Belge Justine Henin est sortie vainqueure d'une bataille historique à trois pour le classement de N°1 mondiale en fin de saison avec Maria Sharapova et Amélie Mauresmo. 
La Belge a défendu avec succès son titre de Roland-Garros pour son cinquième titre du Grand Chelem et est devenue la première femme depuis Steffi Graf en 1993 à atteindre la finale des quatre Grands Chelems et du Masters. Elle finit la saison avec 6 titres au palmarès.
La Russe Maria Sharapova remporte son deuxième titre du Grand Chelem à l'US Open. Elle glane 5 titres sur la saison dont 3 Tier I.
La Française Amélie Mauresmo remporte son premier Grand Chelem à l'Open d'Australie et récidive à Wimbledon. Elle gagne 4 titres sur la saison et occupe la place de N°1 mondiale du mois de mars jusqu'au dernier événement de la saison avant de se faire doubler par Justine Henin.
La Russe Nadia Petrova réalise sa meilleure saison en remportant 5 titres (2 Tier I et 3 Tier II) et termine N°6 mondiale.
La Suissesse Martina Hingis a fait un retour réussi sur le circuit après sa retraite prise en 2002. Elle termine la saison au rang de N°7 mondiale en remportant le Tier I de Rome.
En double, l'année est dominée par la paire Lisa Raymond / Samantha Stosur qui remporte 9 titres dont Roland-Garros et le Masters de tennis féminin.

## Palmarès

### Simple
| No | Date       | Nom et lieu du tournoi                          | Catégorie | Dotation    | Surface         | Vainqueure          | Finaliste           | Score          |         |
| -- | ---------- | ----------------------------------------------- | --------- | ----------- | --------------- | ------------------- | ------------------- | -------------- | ------- |
| 1  | 02/01/2006 | ASB Classic, Auckland                           | Tier IV   | 145 000 $   | Dur (ext.)      | Marion Bartoli      | Vera Zvonareva      | 6-2, 6-2       | Tableau |
| 2  | 02/01/2006 | Mondial Australian Women's HC, Gold Coast       | Tier III  | 175 000 $   | Dur (ext.)      | Lucie Šafářová      | Flavia Pennetta     | 6-3, 6-4       | Tableau |
| 3  | 09/01/2006 | Canberra Women’s Classic, Canberra              | Tier IV   | 145 000 $   | Dur (ext.)      | Anabel Medina       | Cho Yoon-jeong      | 6-4, 0-6, 6-4  | Tableau |
| 4  | 09/01/2006 | Moorilla International, Hobart                  | Tier IV   | 145 000 $   | Dur (ext.)      | Michaëlla Krajicek  | Iveta Benešová      | 6-2, 6-1       | Tableau |
| 5  | 09/01/2006 | Medibank International, Sydney                  | Tier II   | 600 000 $   | Dur (ext.)      | Justine Henin       | Francesca Schiavone | 4-6, 7-5, 7-5  | Tableau |
| 6  | 16/01/2006 | Australian Open, Melbourne                      | G. Chelem | 6 137 580 $ | Dur (ext.)      | Amélie Mauresmo     | Justine Henin       | 6-1, 2-0, ab.  | Tableau |
| 7  | 30/01/2006 | Toray Pan Pacific Open, Tokyo                   | Tier I    | 1 340 000 $ | Moquette (int.) | Elena Dementieva    | Martina Hingis      | 6-2, 6-0       | Tableau |
| 8  | 06/02/2006 | Women's Open by Yaris, Pattaya                  | Tier IV   | 170 000 $   | Dur (ext.)      | Shahar Peer         | Jelena Kostanić     | 6-3, 6-1       | Tableau |
| 9  | 06/02/2006 | Open Gaz de France, Paris                       | Tier II   | 600 000 $   | Moquette (int.) | Amélie Mauresmo     | Mary Pierce         | 6-1, 7-62      | Tableau |
| 10 | 13/02/2006 | Bangalore Open, Bangalore                       | Tier III  | 175 000 $   | Dur (ext.)      | Mara Santangelo     | Jelena Kostanić     | 3-6, 7-65, 6-3 | Tableau |
| 11 | 13/02/2006 | Diamond Proximus Games, Anvers                  | Tier II   | 600 000 $   | Moquette (int.) | Amélie Mauresmo     | Kim Clijsters       | 3-6, 6-3, 6-3  | Tableau |
| 12 | 20/02/2006 | Copa Colsanitas Seguros Bolivar, Bogota         | Tier III  | 175 000 $   | Terre (ext.)    | Lourdes Domínguez   | Flavia Pennetta     | 7-63, 6-4      | Tableau |
| 13 | 20/02/2006 | M. Keegan & Cellular South Cup, Memphis         | Tier III  | 175 000 $   | Dur (int.)      | Sofia Arvidsson     | Marta Domachowska   | 6-2, 2-6, 6-3  | Tableau |
| 14 | 20/02/2006 | Duty Free Women’s Open, Dubaï                   | Tier II   | 1 000 000 $ | Dur (ext.)      | Justine Henin       | Maria Sharapova     | 7-5, 6-2       | Tableau |
| 15 | 27/02/2006 | Abierto Mexicano HSBC, Acapulco                 | Tier III  | 180 000 $   | Terre (ext.)    | Anna-Lena Grönefeld | Flavia Pennetta     | 6-1, 4-6, 6-2  | Tableau |
| 16 | 27/02/2006 | Qatar Total Open, Doha                          | Tier II   | 600 000 $   | Dur (ext.)      | Nadia Petrova       | Amélie Mauresmo     | 6-3, 7-5       | Tableau |
| 17 | 06/03/2006 | Pacific Life Open, Indian Wells                 | Tier I    | 2 100 000 $ | Dur (ext.)      | Maria Sharapova     | Elena Dementieva    | 6-1, 6-2       | Tableau |
| 18 | 20/03/2006 | NASDAQ-100 Open, Miami                          | Tier I    | 3 450 000 $ | Dur (ext.)      | Svetlana Kuznetsova | Maria Sharapova     | 6-4, 6-3       | Tableau |
| 19 | 03/04/2006 | Bausch & Lomb Championships, Amelia Island      | Tier II   | 600 000 $   | Terre (ext.)    | Nadia Petrova       | Francesca Schiavone | 6-4, 6-4       | Tableau |
| 20 | 10/04/2006 | Family Circle Cup, Charleston                   | Tier I    | 1 340 000 $ | Terre (ext.)    | Nadia Petrova       | Patty Schnyder      | 6-3, 4-6, 6-1  | Tableau |
| 21 | 01/05/2006 | Estoril Open, Estoril                           | Tier IV   | 145 000 $   | Terre (ext.)    | Zheng Jie           | Li Na               | 6-75, 7-5, ab. | Tableau |
| 22 | 01/05/2006 | J&S Cup, Varsovie                               | Tier II   | 600 000 $   | Terre (ext.)    | Kim Clijsters       | Svetlana Kuznetsova | 7-5, 6-2       | Tableau |
| 23 | 08/05/2006 | ECM Open, Prague                                | Tier IV   | 145 000 $   | Terre (ext.)    | Shahar Peer         | Samantha Stosur     | 4-6, 6-2, 6-1  | Tableau |
| 24 | 08/05/2006 | Qatar Telecom German Open, Berlin               | Tier I    | 1 340 000 $ | Terre (ext.)    | Nadia Petrova       | Justine Henin       | 4-6, 6-4, 7-5  | Tableau |
| 25 | 15/05/2006 | GP Princesse Lalla Meryem, Rabat                | Tier IV   | 145 000 $   | Terre (ext.)    | Meghann Shaughnessy | Martina Suchá       | 6-2, 3-6, 6-3  | Tableau |
| 26 | 15/05/2006 | Internazionali d'Italia, Rome                   | Tier I    | 1 340 000 $ | Terre (ext.)    | Martina Hingis      | Dinara Safina       | 6-2, 7-5       | Tableau |
| 27 | 22/05/2006 | Internationaux de Strasbourg, Strasbourg        | Tier III  | 175 000 $   | Terre (ext.)    | Nicole Vaidišová    | Peng Shuai          | 7-67, 6-3      | Tableau |
| 28 | 22/05/2006 | Istanbul Cup, Istanbul                          | Tier III  | 200 000 $   | Terre (ext.)    | Shahar Peer         | Anastasia Myskina   | 1-6, 6-3, 7-63 | Tableau |
| 29 | 29/05/2006 | Roland-Garros, Paris                            | G. Chelem | 6 747 626 $ | Terre (ext.)    | Justine Henin       | Svetlana Kuznetsova | 6-4, 6-4       | Tableau |
| 30 | 12/06/2006 | DFS Classic, Birmingham                         | Tier III  | 200 000 $   | Gazon (ext.)    | Vera Zvonareva      | Jamea Jackson       | 7-612, 7-65    | Tableau |
| 31 | 19/06/2006 | Ordina Open, Bois-le-Duc                        | Tier III  | 175 000 $   | Gazon (ext.)    | Michaëlla Krajicek  | Dinara Safina       | 6-3, 6-4       | Tableau |
| 32 | 19/06/2006 | Hastings Direct Int’l Championships, Eastbourne | Tier II   | 600 000 $   | Gazon (ext.)    | Justine Henin       | Anastasia Myskina   | 4-6, 6-1, 7-65 | Tableau |
| 33 | 26/06/2006 | The Championships, Wimbledon                    | G. Chelem | 6 743 737 $ | Gazon (ext.)    | Amélie Mauresmo     | Justine Henin       | 2-6, 6-3, 6-4  | Tableau |
| 34 | 18/07/2006 | Internazionali Femminili, Palerme               | Tier IV   | 145 000 $   | Terre (ext.)    | Anabel Medina       | Tathiana Garbin     | 6-4, 6-4       | Tableau |
| 35 | 18/07/2006 | Western & Southern Open, Cincinnati             | Tier III  | 175 000 $   | Dur (ext.)      | Vera Zvonareva      | Katarina Srebotnik  | 6-2, 6-4       | Tableau |
| 36 | 25/07/2006 | Budapest Grand Prix, Budapest                   | Tier IV   | 145 000 $   | Terre (ext.)    | Anna Smashnova      | Lourdes Domínguez   | 6-1, 6-3       | Tableau |
| 37 | 25/07/2006 | Bank of the West Classic, Stanford              | Tier II   | 600 000 $   | Dur (ext.)      | Kim Clijsters       | Patty Schnyder      | 6-4, 6-2       | Tableau |
| 38 | 31/07/2006 | Acura Classic, San Diego                        | Tier I    | 1 340 000 $ | Dur (ext.)      | Maria Sharapova     | Kim Clijsters       | 7-5, 7-5       | Tableau |
| 39 | 08/08/2006 | Nordea Nordic Light Open, Stockholm             | Tier IV   | 145 000 $   | Dur (ext.)      | Zheng Jie           | Anastasia Myskina   | 6-4, 6-1       | Tableau |
| 40 | 08/08/2006 | JPMorgan Chase Open, Los Angeles                | Tier II   | 600 000 $   | Dur (ext.)      | Elena Dementieva    | Jelena Janković     | 6-3, 4-6, 6-4  | Tableau |
| 41 | 15/08/2006 | Coupe Rogers Banque Nationale, Montréal         | Tier I    | 1 340 000 $ | Dur (ext.)      | Ana Ivanović        | Martina Hingis      | 6-2, 6-3       | Tableau |
| 42 | 22/08/2006 | Women’s Tennis Classic, Forest Hills            | Tier IV   | 74 800 $    | Dur (ext.)      | Meghann Shaughnessy | Anna Smashnova      | 1-6, 6-0, 6-4  | Tableau |
| 43 | 22/08/2006 | Pilot Pen Tennis, New Haven                     | Tier II   | 600 000 $   | Dur (ext.)      | Justine Henin       | Lindsay Davenport   | 6-0, 1-0, ab.  | Tableau |
| 44 | 29/08/2006 | US Open, Flushing Meadows                       | G. Chelem | 8 332 000 $ | Dur (ext.)      | Maria Sharapova     | Justine Henin       | 6-4, 6-4       | Tableau |
| 45 | 11/09/2006 | Wismilak International, Bali                    | Tier III  | 225 000 $   | Dur (ext.)      | Svetlana Kuznetsova | Marion Bartoli      | 7-5, 6-2       | Tableau |
| 46 | 18/09/2006 | Banka Koper Slovenia Open, Portorož             | Tier IV   | 145 000 $   | Dur (ext.)      | Tamira Paszek       | Maria Elena Camerin | 7-5, 6-1       | Tableau |
| 47 | 18/09/2006 | Sunfeast Open, Calcutta                         | Tier III  | 175 000 $   | Dur (int.)      | Martina Hingis      | Olga Puchkova       | 6-0, 6-4       | Tableau |
| 48 | 18/09/2006 | China Open, Pékin                               | Tier II   | 600 000 $   | Dur (ext.)      | Svetlana Kuznetsova | Amélie Mauresmo     | 6-4, 6-0       | Tableau |
| 49 | 25/09/2006 | Hansol Korea Tennis Championships, Séoul        | Tier IV   | 145 000 $   | Dur (ext.)      | Eléni Daniilídou    | Ai Sugiyama         | 6-3, 2-6, 7-63 | Tableau |
| 50 | 25/09/2006 | International Women’s Open, Guangzhou           | Tier III  | 175 000 $   | Dur (ext.)      | Anna Chakvetadze    | Anabel Medina       | 6-1, 6-4       | Tableau |
| 51 | 25/09/2006 | FORTIS Championships, Luxembourg                | Tier II   | 600 000 $   | Dur (int.)      | Alona Bondarenko    | Francesca Schiavone | 6-3, 6-2       | Tableau |
| 52 | 02/10/2006 | Tashkent Open, Tachkent                         | Tier IV   | 145 000 $   | Dur (ext.)      | Sun Tiantian        | Iroda Tulyaganova   | 6-2, 6-4       | Tableau |
| 53 | 02/10/2006 | AIG Japan Open, Tokyo                           | Tier III  | 175 000 $   | Dur (ext.)      | Marion Bartoli      | Aiko Nakamura       | 2-6, 6-2, 6-2  | Tableau |
| 54 | 02/10/2006 | Porsche Tennis Grand Prix, Stuttgart            | Tier II   | 650 000 $   | Dur (int.)      | Nadia Petrova       | Tatiana Golovin     | 6-3, 7-64      | Tableau |
| 55 | 09/10/2006 | PTT Open, Bangkok                               | Tier III  | 200 000 $   | Dur (ext.)      | Vania King          | Tamarine Tanasugarn | 2-6, 6-4, 6-4  | Tableau |
| 56 | 09/10/2006 | Kremlin Cup, Moscou                             | Tier I    | 1 340 000 $ | Moquette (int.) | Anna Chakvetadze    | Nadia Petrova       | 6-4, 6-4       | Tableau |
| 57 | 16/10/2006 | Zurich Open, Zurich                             | Tier I    | 1 340 000 $ | Dur (int.)      | Maria Sharapova     | Daniela Hantuchová  | 6-1, 4-6, 6-3  | Tableau |
| 58 | 24/10/2006 | Generali Ladies, Linz                           | Tier II   | 600 000 $   | Dur (int.)      | Maria Sharapova     | Nadia Petrova       | 7-5, 6-2       | Tableau |
| 59 | 30/10/2006 | Challenge Bell, Québec                          | Tier III  | 175 000 $   | Moquette (int.) | Marion Bartoli      | Olga Puchkova       | 6-0, 6-0       | Tableau |
| 60 | 30/10/2006 | Gaz de France Stars, Hasselt                    | Tier III  | 175 000 $   | Moquette (int.) | Kim Clijsters       | Kaia Kanepi         | 6-3, 3-6, 6-4  | Tableau |
| 61 | 06/11/2006 | Sony Ericsson Championships, Madrid             | Masters   | 3 000 000 $ | Dur (int.)      | Justine Henin       | Amélie Mauresmo     | 6-4, 6-3       | Tableau |

### Double
| No | Date       | Nom et lieu du tournoi                         | Catégorie | Dotation    | Surface         | Vainqueures                             | Finalistes                               | Score          |         |
| -- | ---------- | ---------------------------------------------- | --------- | ----------- | --------------- | --------------------------------------- | ---------------------------------------- | -------------- | ------- |
| 1  | 02/01/2006 | ASB Classic Auckland                           | Tier IV   | 145 000 $   | Dur (ext.)      | Elena Likhovtseva Vera Zvonareva        | Émilie Loit B. Z. Strýcová               | 6-3, 6-4       | Tableau |
| 2  | 02/01/2006 | Mondial Australian Women's HC Gold Coast       | Tier III  | 175 000 $   | Dur (ext.)      | Dinara Safina Meghann Shaughnessy       | Cara Black Rennae Stubbs                 | 6-2, 6-3       | Tableau |
| 3  | 09/01/2006 | Canberra Women’s Classic Canberra              | Tier IV   | 145 000 $   | Dur (ext.)      | Marta Domachowska Roberta Vinci         | Claire Curran Līga Dekmeijere            | 7-65, 6-3      | Tableau |
| 4  | 09/01/2006 | Moorilla International Hobart                  | Tier IV   | 145 000 $   | Dur (ext.)      | Émilie Loit Nicole Pratt                | Jill Craybas Jelena Kostanić             | 6-2, 6-1       | Tableau |
| 5  | 09/01/2006 | Medibank International Sydney                  | Tier II   | 600 000 $   | Dur (ext.)      | Corina Morariu Rennae Stubbs            | Virginia Ruano Paola Suárez              | 6-3, 5-7, 6-2  | Tableau |
| 6  | 16/01/2006 | Australian Open Melbourne                      | G. Chelem | 6 137 580 $ | Dur (ext.)      | Yan Zi Zheng Jie                        | Lisa Raymond Samantha Stosur             | 2-6, 7-67, 6-3 | Tableau |
| 7  | 30/01/2006 | Toray Pan Pacific Open Tokyo                   | Tier I    | 1 340 000 $ | Moquette (int.) | Lisa Raymond Samantha Stosur            | Cara Black Rennae Stubbs                 | 6-2, 6-1       | Tableau |
| 8  | 06/02/2006 | Women's Open by Yaris Pattaya                  | Tier IV   | 170 000 $   | Dur (ext.)      | Li Ting Sun Tiantian                    | Yan Zi Zheng Jie                         | 3-6, 6-1, 7-65 | Tableau |
| 9  | 06/02/2006 | Open Gaz de France Paris                       | Tier II   | 600 000 $   | Moquette (int.) | Émilie Loit Květa Peschke               | Cara Black Rennae Stubbs                 | 7-65, 6-4      | Tableau |
| 10 | 13/02/2006 | Bangalore Open Bangalore                       | Tier III  | 175 000 $   | Dur (ext.)      | Liezel Huber Sania Mirza                | Anastasia Rodionova Elena Vesnina        | 6-3, 6-3       | Tableau |
| 11 | 13/02/2006 | Diamond Proximus Games Anvers                  | Tier II   | 600 000 $   | Moquette (int.) | Dinara Safina Katarina Srebotnik        | Stéphanie Foretz Michaëlla Krajicek      | 6-1, 6-1       | Tableau |
| 12 | 20/02/2006 | Copa Colsanitas Seguros Bolivar Bogota         | Tier III  | 175 000 $   | Terre (ext.)    | Gisela Dulko Flavia Pennetta            | Ágnes Szávay Jasmin Wöhr                 | 7-61, 6-1      | Tableau |
| 13 | 20/02/2006 | M. Keegan & Cellular South Cup Memphis         | Tier III  | 175 000 $   | Dur (int.)      | Lisa Raymond Samantha Stosur            | Victoria Azarenka Caroline Wozniacki     | 7-62, 6-3      | Tableau |
| 14 | 20/02/2006 | Duty Free Women’s Open Dubaï                   | Tier II   | 1 000 000 $ | Dur (ext.)      | Květa Peschke Francesca Schiavone       | Svetlana Kuznetsova Nadia Petrova        | 3-6, 7-61, 6-3 | Tableau |
| 15 | 27/02/2006 | Abierto Mexicano HSBC Acapulco                 | Tier III  | 180 000 $   | Terre (ext.)    | Anna-Lena Grönefeld Meghann Shaughnessy | Shinobu Asagoe Émilie Loit               | 6-1, 6-3       | Tableau |
| 16 | 27/02/2006 | Qatar Total Open Doha                          | Tier II   | 600 000 $   | Dur (ext.)      | Daniela Hantuchová Ai Sugiyama          | Li Ting Sun Tiantian                     | 6-4, 6-4       | Tableau |
| 17 | 06/03/2006 | Pacific Life Open Indian Wells                 | Tier I    | 2 100 000 $ | Dur (ext.)      | Lisa Raymond Samantha Stosur            | Virginia Ruano Meghann Shaughnessy       | 6-2, 7-5       | Tableau |
| 18 | 20/03/2006 | NASDAQ-100 Open Miami                          | Tier I    | 3 450 000 $ | Dur (ext.)      | Lisa Raymond Samantha Stosur            | Liezel Huber Martina Navrátilová         | 6-4, 7-5       | Tableau |
| 19 | 03/04/2006 | Bausch & Lomb Championships Amelia Island      | Tier II   | 600 000 $   | Terre (ext.)    | Shinobu Asagoe Katarina Srebotnik       | Liezel Huber Sania Mirza                 | 6-2, 6-4       | Tableau |
| 20 | 10/04/2006 | Family Circle Cup Charleston                   | Tier I    | 1 340 000 $ | Terre (ext.)    | Lisa Raymond Samantha Stosur            | Virginia Ruano Meghann Shaughnessy       | 3-6, 6-1, 6-1  | Tableau |
| 21 | 01/05/2006 | Estoril Open Estoril                           | Tier IV   | 145 000 $   | Terre (ext.)    | Li Ting Sun Tiantian                    | Gisela Dulko M. A. Sánchez               | 6-2, 6-2       | Tableau |
| 22 | 01/05/2006 | J&S Cup Varsovie                               | Tier II   | 600 000 $   | Terre (ext.)    | Elena Likhovtseva Anastasia Myskina     | Anabel Medina Katarina Srebotnik         | 6-3, 6-4       | Tableau |
| 23 | 08/05/2006 | ECM Open Prague                                | Tier IV   | 145 000 $   | Terre (ext.)    | Marion Bartoli Shahar Peer              | Ashley Harkleroad Bethanie Mattek        | 6-4, 6-4       | Tableau |
| 24 | 08/05/2006 | Qatar Telecom German Open Berlin               | Tier I    | 1 340 000 $ | Terre (ext.)    | Yan Zi Zheng Jie                        | Elena Dementieva Flavia Pennetta         | 6-2, 6-3       | Tableau |
| 25 | 15/05/2006 | GP Princesse Lalla Meryem Rabat                | Tier IV   | 145 000 $   | Terre (ext.)    | Yan Zi Zheng Jie                        | Ashley Harkleroad Bethanie Mattek        | 6-1, 6-3       | Tableau |
| 26 | 15/05/2006 | Internazionali d'Italia Rome                   | Tier I    | 1 340 000 $ | Terre (ext.)    | Daniela Hantuchová Ai Sugiyama          | Květa Peschke Francesca Schiavone        | 3-6, 6-3, 6-1  | Tableau |
| 27 | 22/05/2006 | Internationaux de Strasbourg Strasbourg        | Tier III  | 175 000 $   | Terre (ext.)    | Liezel Huber Martina Navrátilová        | Martina Müller Andreea Vanc              | 6-2, 7-61      | Tableau |
| 28 | 22/05/2006 | Istanbul Cup Istanbul                          | Tier III  | 200 000 $   | Terre (ext.)    | Alona Bondarenko Anastasiya Yakimova    | Sania Mirza Alicia Molik                 | 6-2, 6-4       | Tableau |
| 29 | 29/05/2006 | Roland-Garros Paris                            | G. Chelem | 6 747 626 $ | Terre (ext.)    | Lisa Raymond Samantha Stosur            | Daniela Hantuchová Ai Sugiyama           | 6-3, 6-2       | Tableau |
| 30 | 12/06/2006 | DFS Classic Birmingham                         | Tier III  | 200 000 $   | Gazon (ext.)    | Jelena Janković Li Na                   | Jill Craybas Liezel Huber                | 6-2, 6-4       | Tableau |
| 31 | 19/06/2006 | Ordina Open Bois-le-Duc                        | Tier III  | 175 000 $   | Gazon (ext.)    | Yan Zi Zheng Jie                        | Ana Ivanović Maria Kirilenko             | 3-6, 6-2, 6-2  | Tableau |
| 32 | 19/06/2006 | Hastings Direct Int’l Championships Eastbourne | Tier II   | 600 000 $   | Gazon (ext.)    | Svetlana Kuznetsova Amélie Mauresmo     | Liezel Huber Martina Navrátilová         | 6-2, 6-4       | Tableau |
| 33 | 26/06/2006 | The Championships Wimbledon                    | G. Chelem | 6 743 737 $ | Gazon (ext.)    | Yan Zi Zheng Jie                        | Virginia Ruano Paola Suárez              | 6-3, 3-6, 6-2  | Tableau |
| 34 | 18/07/2006 | Internazionali Femminili Palerme               | Tier IV   | 145 000 $   | Terre (ext.)    | Janette Husárová Michaëlla Krajicek     | Alice Canepa Giulia Gabba                | 6-0, 6-0       | Tableau |
| 35 | 18/07/2006 | Western & Southern Open Cincinnati             | Tier III  | 175 000 $   | Dur (ext.)      | Maria Elena Camerin Gisela Dulko        | Marta Domachowska Sania Mirza            | 6-4, 3-6, 6-2  | Tableau |
| 36 | 25/07/2006 | Budapest Grand Prix Budapest                   | Tier IV   | 145 000 $   | Terre (ext.)    | Janette Husárová Michaëlla Krajicek     | Lucie Hradecká Renata Voráčová           | 4-6, 6-4, 6-4  | Tableau |
| 37 | 25/07/2006 | Bank of the West Classic Stanford              | Tier II   | 600 000 $   | Dur (ext.)      | Anna-Lena Grönefeld Shahar Peer         | Maria Elena Camerin Gisela Dulko         | 6-1, 6-4       | Tableau |
| 38 | 31/07/2006 | Acura Classic San Diego                        | Tier I    | 1 340 000 $ | Dur (ext.)      | Cara Black Rennae Stubbs                | Anna-Lena Grönefeld Meghann Shaughnessy  | 6-2, 6-2       | Tableau |
| 39 | 08/08/2006 | Nordea Nordic Light Open Stockholm             | Tier IV   | 145 000 $   | Dur (ext.)      | Eva Birnerová Jarmila Gajdošová         | Yan Zi Zheng Jie                         | 0-6, 6-4, 6-2  | Tableau |
| 40 | 08/08/2006 | JPMorgan Chase Open Los Angeles                | Tier II   | 600 000 $   | Dur (ext.)      | Virginia Ruano Paola Suárez             | Daniela Hantuchová Ai Sugiyama           | 6-3, 6-4       | Tableau |
| 41 | 15/08/2006 | Coupe Rogers Banque Nationale Montréal         | Tier I    | 1 340 000 $ | Dur (ext.)      | Martina Navrátilová Nadia Petrova       | Cara Black Anna-Lena Grönefeld           | 6-1, 6-2       | Tableau |
| 42 | 22/08/2006 | Pilot Pen Tennis New Haven                     | Tier II   | 600 000 $   | Dur (ext.)      | Yan Zi Zheng Jie                        | Lisa Raymond Samantha Stosur             | 6-4, 6-2       | Tableau |
| 43 | 29/08/2006 | US Open Flushing Meadows                       | G. Chelem | 8 332 000 $ | Dur (ext.)      | Nathalie Dechy Vera Zvonareva           | Dinara Safina Katarina Srebotnik         | 7-65, 7-5      | Tableau |
| 44 | 11/09/2006 | Wismilak International Bali                    | Tier III  | 225 000 $   | Dur (ext.)      | Lindsay Davenport Corina Morariu        | Natalie Grandin Trudi Musgrave           | 6-3, 6-4       | Tableau |
| 45 | 18/09/2006 | Banka Koper Slovenia Open Portorož             | Tier IV   | 145 000 $   | Dur (ext.)      | Lucie Hradecká Renata Voráčová          | Eva Birnerová Émilie Loit                | Forfait        | Tableau |
| 46 | 18/09/2006 | Sunfeast Open Calcutta                         | Tier III  | 175 000 $   | Dur (int.)      | Liezel Huber Sania Mirza                | Yuliya Beygelzimer Yuliana Fedak         | 6-4, 6-0       | Tableau |
| 47 | 18/09/2006 | China Open Pékin                               | Tier II   | 600 000 $   | Dur (ext.)      | Virginia Ruano Paola Suárez             | Anna Chakvetadze Elena Vesnina           | 6-2, 6-4       | Tableau |
| 48 | 25/09/2006 | Hansol Korea Tennis Championships Séoul        | Tier IV   | 145 000 $   | Dur (ext.)      | Virginia Ruano Paola Suárez             | Chuang Chia-Jung Mariana Díaz-Oliva      | 6-2, 6-3       | Tableau |
| 49 | 25/09/2006 | International Women’s Open Guangzhou           | Tier III  | 175 000 $   | Dur (ext.)      | Li Ting Sun Tiantian                    | Vania King Jelena Kostanić               | 6-4, 2-6, 7-5  | Tableau |
| 50 | 25/09/2006 | FORTIS Championships Luxembourg                | Tier II   | 600 000 $   | Dur (int.)      | Květa Peschke Francesca Schiavone       | Anna-Lena Grönefeld Liezel Huber         | 2-6, 6-4, 6-1  | Tableau |
| 51 | 02/10/2006 | Tashkent Open Tachkent                         | Tier IV   | 145 000 $   | Dur (ext.)      | Victoria Azarenka Tatiana Poutchek      | Maria Elena Camerin Emmanuelle Gagliardi | Forfait        | Tableau |
| 52 | 02/10/2006 | AIG Japan Open Tokyo                           | Tier III  | 175 000 $   | Dur (ext.)      | Vania King Jelena Kostanić              | Chan Yung-Jan Chuang Chia-Jung           | 7-62, 5-7, 6-2 | Tableau |
| 53 | 02/10/2006 | Porsche Tennis Grand Prix Stuttgart            | Tier II   | 650 000 $   | Dur (int.)      | Lisa Raymond Samantha Stosur            | Cara Black Rennae Stubbs                 | 6-3, 6-4       | Tableau |
| 54 | 09/10/2006 | PTT Open Bangkok                               | Tier III  | 200 000 $   | Dur (ext.)      | Vania King Jelena Kostanić              | Mariana Díaz-Oliva Natalie Grandin       | 7-5, 2-6, 7-5  | Tableau |
| 55 | 09/10/2006 | Kremlin Cup Moscou                             | Tier I    | 1 340 000 $ | Moquette (int.) | Květa Peschke Francesca Schiavone       | Iveta Benešová Galina Voskoboeva         | 6-4, 6-74, 6-1 | Tableau |
| 56 | 16/10/2006 | Zurich Open Zurich                             | Tier I    | 1 340 000 $ | Dur (int.)      | Cara Black Rennae Stubbs                | Liezel Huber Katarina Srebotnik          | 7-5, 7-5       | Tableau |
| 57 | 24/10/2006 | Generali Ladies Linz                           | Tier II   | 600 000 $   | Dur (int.)      | Lisa Raymond Samantha Stosur            | Corina Morariu Katarina Srebotnik        | 6-3, 6-0       | Tableau |
| 58 | 30/10/2006 | Gaz de France Stars Hasselt                    | Tier III  | 175 000 $   | Moquette (int.) | Lisa Raymond Samantha Stosur            | Eléni Daniilídou Jasmin Wöhr             | 6-2, 6-3       | Tableau |
| 59 | 30/10/2006 | Challenge Bell Québec                          | Tier III  | 175 000 $   | Moquette (int.) | Laura Granville Carly Gullickson        | Jill Craybas Alina Jidkova               | 6-3, 6-4       | Tableau |
| 60 | 06/11/2006 | Sony Ericsson Championships Madrid             | Masters   | 3 000 000 $ | Dur (int.)      | Lisa Raymond Samantha Stosur            | Cara Black Rennae Stubbs                 | 3-6, 6-3, 6-3  | Tableau |

### Double mixte
| No | Date       | Nom et lieu du tournoi         | Catégorie | Dotation    | Surface      | Vainqueures                       | Finalistes                       | Score        |         |
| -- | ---------- | ------------------------------ | --------- | ----------- | ------------ | --------------------------------- | -------------------------------- | ------------ | ------- |
| 1  | 30/12/2005 | Hyundai Hopman Cup XVIII Perth | ITF       | 1 000 000 $ | Dur (int.)   | Lisa Raymond Taylor Dent          | Michaëlla Krajicek Peter Wessels | 2 matchs à 1 | Tableau |
| 2  | 16/01/2006 | Australian Open Melbourne      | G. Chelem | 6 137 580 $ | Dur (ext.)   | Martina Hingis Mahesh Bhupathi    | Elena Likhovtseva Daniel Nestor  | 6-3, 6-3     | Tableau |
| 3  | 29/05/2006 | Roland-Garros Paris            | G. Chelem | 6 747 626 $ | Terre (ext.) | Katarina Srebotnik Nenad Zimonjić | Elena Likhovtseva Daniel Nestor  | 6-3, 6-4     | Tableau |
| 4  | 26/06/2006 | The Championships Wimbledon    | G. Chelem | 6 743 737 $ | Gazon (ext.) | Vera Zvonareva Andy Ram           | Venus Williams Bob Bryan         | 6-3, 6-2     | Tableau |
| 5  | 29/08/2006 | US Open Flushing Meadows       | G. Chelem | 8 332 000 $ | Dur (ext.)   | Martina Navrátilová Bob Bryan     | Květa Peschke Martin Damm        | 6-2, 6-3     | Tableau |

## Classements de fin de saison
| Rang | Joueuse             |
| ---- | ------------------- |
| 1    | Justine Henin       |
| 2    | Maria Sharapova     |
| 3    | Amélie Mauresmo     |
| 4    | Svetlana Kuznetsova |
| 5    | Kim Clijsters       |
| 6    | Nadia Petrova       |
| 7    | Martina Hingis      |
| 8    | Elena Dementieva    |
| 9    | Patty Schnyder      |
| 10   | Nicole Vaidišová    |
| 11   | Dinara Safina       |
| 12   | Jelena Janković     |
| 13   | Anna Chakvetadze    |
| 14   | Ana Ivanović        |
| 15   | Francesca Schiavone |
| 16   | Anastasia Myskina   |
| 17   | Marion Bartoli      |
| 18   | Daniela Hantuchová  |
| 19   | Anna-Lena Grönefeld |
| 20   | Shahar Peer         |

| Rang | Joueuse                |
| ---- | ---------------------- |
| 1    | Lisa Raymond           |
| 1    | Samantha Stosur        |
| 3    | Zheng Jie              |
| 3    | Yan Zi                 |
| 5    | Cara Black             |
| 6    | Rennae Stubbs          |
| 7    | Katarina Srebotnik     |
| 8    | Květa Peschke          |
| 9    | Francesca Schiavone    |
| 10   | Virginia Ruano Pascual |
| 11   | Anna-Lena Grönefeld    |
| 12   | Ai Sugiyama            |
| 13   | Daniela Hantuchová     |
| 14   | Paola Suárez           |
| 15   | Meghann Shaughnessy    |
| 16   | Dinara Safina          |
| 17   | Liezel Huber           |
| 18   | Vera Zvonareva         |
| 19   | Anabel Medina          |
| 20   | Nathalie Dechy         |

| Rang | Paire                  |
| ---- | ---------------------- |
| 1    | Lisa Raymond           |
| 1    | Samantha Stosur        |
| 2    | Yan Zi                 |
| 2    | Zheng Jie              |
| 3    | Cara Black             |
| 3    | Rennae Stubbs          |
| 4    | Květa Peschke          |
| 4    | Francesca Schiavone    |
| 5    | Daniela Hantuchová     |
| 5    | Ai Sugiyama            |
| 6    | Virginia Ruano Pascual |
| 6    | Paola Suárez           |
| 7    | Dinara Safina          |
| 7    | Katarina Srebotnik     |
| 8    | Anna-Lena Grönefeld    |
| 8    | Meghann Shaughnessy    |
| 9    | Eléni Daniilídou       |
| 9    | Anabel Medina          |
| 10   | Li Ting                |
| 10   | Sun Tiantian           |

## Fed Cup
| Date     | Lieu                  | Surf.      | Vainqueur                                                         | Finaliste                                                      | Score |         |
| 16/09/06 | Charleroi, Spiroudôme | Dur (int.) | Francesca Schiavone Flavia Pennetta Mara Santangelo Roberta Vinci | Justine Henin Kirsten Flipkens Caroline Maes Leslie Butkiewicz | 3-2   | Tableau |